# Andrena polita
Espèce
Statut de conservation UICN

 LC : Préoccupation mineure
Andrena polita est une espèce d'insectes hyménoptères de la famille des Andrenidae. Cette abeille est présente en Europe (à l'exception des régions septentrionales), en Anatolie, dans le Caucase et au Maghreb.

## Écologie
Cette espèce est univoltine. Elle est visible entre fin mai et fin août, dans des milieux variés (prairies, lisières des forêts, sablières ou gravières). Elle collecte pour ses larves exclusivement le pollen sur des astaracées : Cichorium intybus, Leontodon sp., et Hypochoris sp.

## Parasites
Les nids sont parasités par Nomada mutabilis, une abeille coucou.